# Mangoldt-Funktion
In der Mathematik ist die Mangoldt-Funktion (auch Von Mangoldt-Funktion), benannt nach dem deutschen Mathematiker
Hans von Mangoldt, eine zahlentheoretische Funktion, die üblicherweise mit {\displaystyle \Lambda } bezeichnet wird.
Die Mangoldt-Funktion besitzt die Eigenschaft, dass zusammengesetzte Zahlen rausgefiltert werden und nur die Primzahlen und Primzahlpotenzen übrig bleiben. Der Wert der Mangoldt-Funktion ist dann der Logarithmus der Primzahl.

## Definitionen und grundlegende Eigenschaften
Die Mangoldtsche Funktion ist definiert als
{\displaystyle \Lambda (n)={\begin{cases}\log(p)&{\text{falls }}n{\text{ sich als }}n=p^{k}{\text{ darstellen }}\mathrm {l{\ddot {a}}sst,} {\text{ wobei }}p{\text{ prim und }}k\in \mathbb {N} ^{+}\\0&{\text{sonst}}\end{cases}}}

### Erläuterungen
Für zusammengesetzte Zahlen {\displaystyle n} also
{\displaystyle \Lambda (n)=0\iff n=p_{1}^{r_{1}},\dots ,p_{n}^{r_{n}},\qquad n\geq 2}
wobei {\displaystyle p_{1}^{r_{1}},\dots ,p_{n}^{r_{n}}} ihre Primfaktorzerlegung bezeichnet.
Das heißt, die Mangoldt-Funktion filtert in einem ersten Schritt sozusagen die Primzahlen und Primzahlpotenzen raus, in dem die zusammengesetzten Zahlen mit {\displaystyle 0} identifiziert werden. In einem zweiten Schritt werden die Primzahlpotenzen und die Primzahlen mit dem Logarithmus der zugrundeliegenden Primzahl identifiziert.
Die ersten Werte von {\displaystyle \Lambda (n)} sind
{\displaystyle 0,\log 2,\log 3,\log 2,\log 5,0,\log 7,\log 2,\log 3,0,\log 11,0,\log 13,0,0,\log 2,\log 17,0,\log 19,0,0,0\dots }
Die Mangoldt-Funktion ist weder eine additive Funktion noch multiplikative Funktion.

### exp(Λ(n))
{\displaystyle \exp(\Lambda (n))} lässt sich explizit angeben als
{\displaystyle e^{\Lambda (n)}={\frac {\operatorname {kgV} (1,2,3,\dotsc ,n)}{\operatorname {kgV} (1,2,3,\dotsc ,n-1)}}}
wobei {\displaystyle {\rm {kgV}}} das kleinste gemeinsame Vielfache bezeichnet.
Die ersten Werte der Folge {\displaystyle \exp(\Lambda (n))} sind
{\displaystyle 1,2,3,2,5,1,7,2,3,1,11,1,13,1,1,2,17,1,19,1,1,1,\dots } (Folge A014963 in OEIS)

### Summierte Mangoldt-Funktion
Die summierte Mangoldt-Funktion,
{\displaystyle \psi (n)=\sum _{i=1}^{n}\Lambda (i),}
wird auch als Tschebyschow-Funktion bezeichnet. Sie spielt beim Beweis des Primzahlsatzes eine Rolle.

### Teilersummen
Bezeichne mit {\displaystyle \mu (n)} die Möbius-Funktion. Alle in diesem Abschnitt folgenden Formeln gelten für {\displaystyle n\in \mathbb {N} }. Es gilt
{\displaystyle \sum _{d\mid n}\Lambda (d)=\log n\,}
Weiter gilt
{\displaystyle \Lambda (n)=\sum _{d\mid n}\mu \left(d\right)\log \left({\frac {n}{d}}\right)\qquad (1)}
{\displaystyle \Lambda (n)=-\sum _{d\mid n}\mu (d)\log d\quad \quad (2)}
{\displaystyle \Lambda (n)=\sum _{d\mid n}\mu \left({\frac {n}{d}}\right)\cdot \log d}
{\displaystyle \sum _{d\mid n}\mu \left({\frac {n}{d}}\right)\Lambda (d)=-\mu (n)\log n}
Durch Anwendung der Mobius-Inversionsformel kann {\displaystyle (1)} gezeigt werden, {\displaystyle (2)} folgt daraus.
Hierbei bedeutet {\displaystyle d\mid n}, dass {\displaystyle d} ein positiver Teiler von {\displaystyle n} ist, d. h. die Summen laufen über alle positiven Teiler von {\displaystyle n}.

#### Folgerungen
Sei {\displaystyle p} eine Primzahl, Beziehung {\displaystyle (2)} kann man zum Beispiel nützen, wenn man Primzahlzwillinge {\displaystyle (p,p+2)} untersucht
{\displaystyle \sum \limits _{p\leq x}\Lambda (p+2)=-\sum \limits _{p\leq x}\sum _{d\mid p+2}\mu (d)\log d.}

## Dirichlet-Reihen
Die Mangoldt-Funktion spielt eine wichtige Rolle in der Theorie der Dirichletreihen.
Es gilt
{\displaystyle \log \zeta (s)=\sum _{n=2}^{\infty }{\frac {1}{n^{s}}}{\frac {\Lambda (n)}{\log n}}\qquad \quad \mathrm {f{\ddot {u}}r\;Re} (s)>1.}
Die logarithmische Ableitung davon liefert einen Zusammenhang zwischen der Riemannschen {\displaystyle \zeta }-Funktion und der Mangoldt-Funktion:
{\displaystyle {\frac {\zeta ^{\prime }(s)}{\zeta (s)}}=-\sum _{n=1}^{\infty }{\frac {\Lambda (n)}{n^{s}}}\qquad \quad \mathrm {f{\ddot {u}}r\;Re} (s)>1.}
Allgemeiner gilt sogar: Ist {\displaystyle f} multiplikativ und ihre Dirichletreihe {\displaystyle F}
{\displaystyle F(s)=\sum _{n=1}^{\infty }{\frac {f(n)}{n^{s}}}}
konvergiert für gewisse {\displaystyle s}, dann gilt
{\displaystyle {\frac {F^{\prime }(s)}{F(s)}}=\sum _{n=1}^{\infty }{\frac {f(n)\Lambda (n)}{n^{s}}}.}

## Verallgemeinerte Mangoldt-Funktion
Die verallgemeinerte Mangoldt-Funktion ist definiert als
{\displaystyle \Lambda _{k}(n)=\sum \limits _{d\mid n}\mu (d)\log ^{k}(n/d)}
wobei {\displaystyle \mu } die Möbius-Funktion bezeichnet und {\displaystyle k\in \mathbb {Z} _{+}}.
Als Dirichlet-Faltung geschrieben
{\displaystyle \Lambda _{k}(n)=(\mu \ast \log ^{k})(n).}
Im Fall {\displaystyle k=1} erhält man die gewöhnliche Mangoldt-Funktion {\displaystyle \Lambda _{1}=\Lambda }.

### Eigenschaften
- Für {\displaystyle k\geq 1} gilt folgende Rekursion[2]

{\displaystyle \Lambda _{k+1}(n)=\Lambda _{k}(n)\log(n)+(\Lambda _{k}\ast \Lambda )(n)}
- Es folgt aus der Rekursion, dass wenn {\displaystyle \omega (n)>k} dann ist {\displaystyle \Lambda _{k}(n)=0}.

## Abschätzen der Mangoldt-Funktion
Das Abschätzen der Mangoldt-Funktion ist ein zentrales Problem der analytischen Zahlentheorie. Es gibt hierzu verschiedene Methoden wie Winogradows Methode, der Null-Dichte-Methoden (englisch zero density methods) und Vaughans Identität.

## Referenzen
- Eric W. Weisstein: Mangoldt Function. In: MathWorld (englisch).
- Springerlink